# Prinsjeswerk

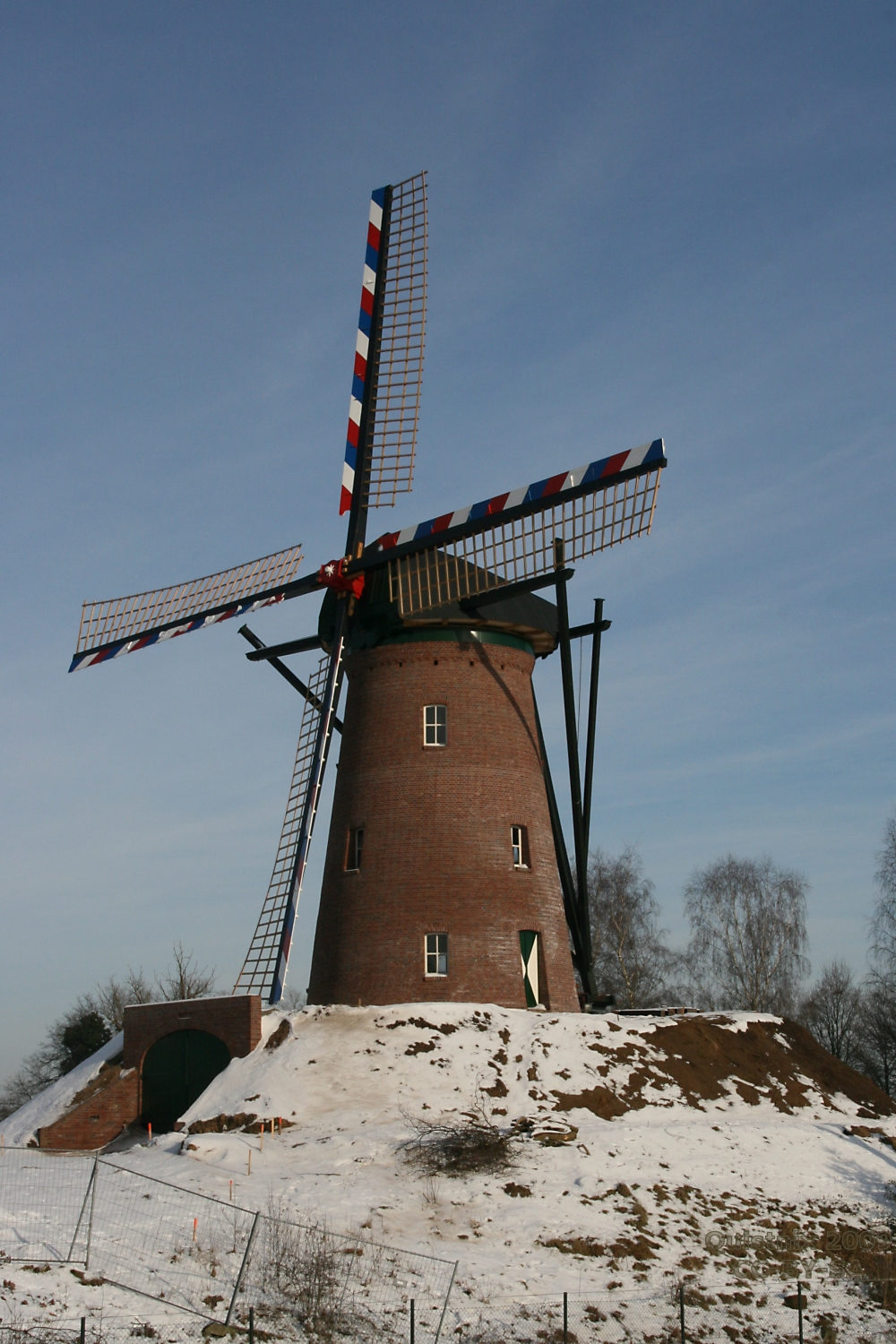
De wieken van de Houthuizer Molen zijn met prinsjeswerk beschilderd

Prinsjeswerk is de beschildering van een windmolen in rood, wit en blauw - de kleuren van de Nederlandse vlag - dat vooral in de Zaanstreek werd gedaan. Op verscheidene molens is de wipstok (vangstok) van de vang met geslingerd prinsjeswerk beschilderd.
Zo is de vangstok van De Onrust in Oude Pekela, die van Havekes Mölle in Twello en die van de De Vos in de gemeente Steenbergen beschilderd met prinsjeswerk.

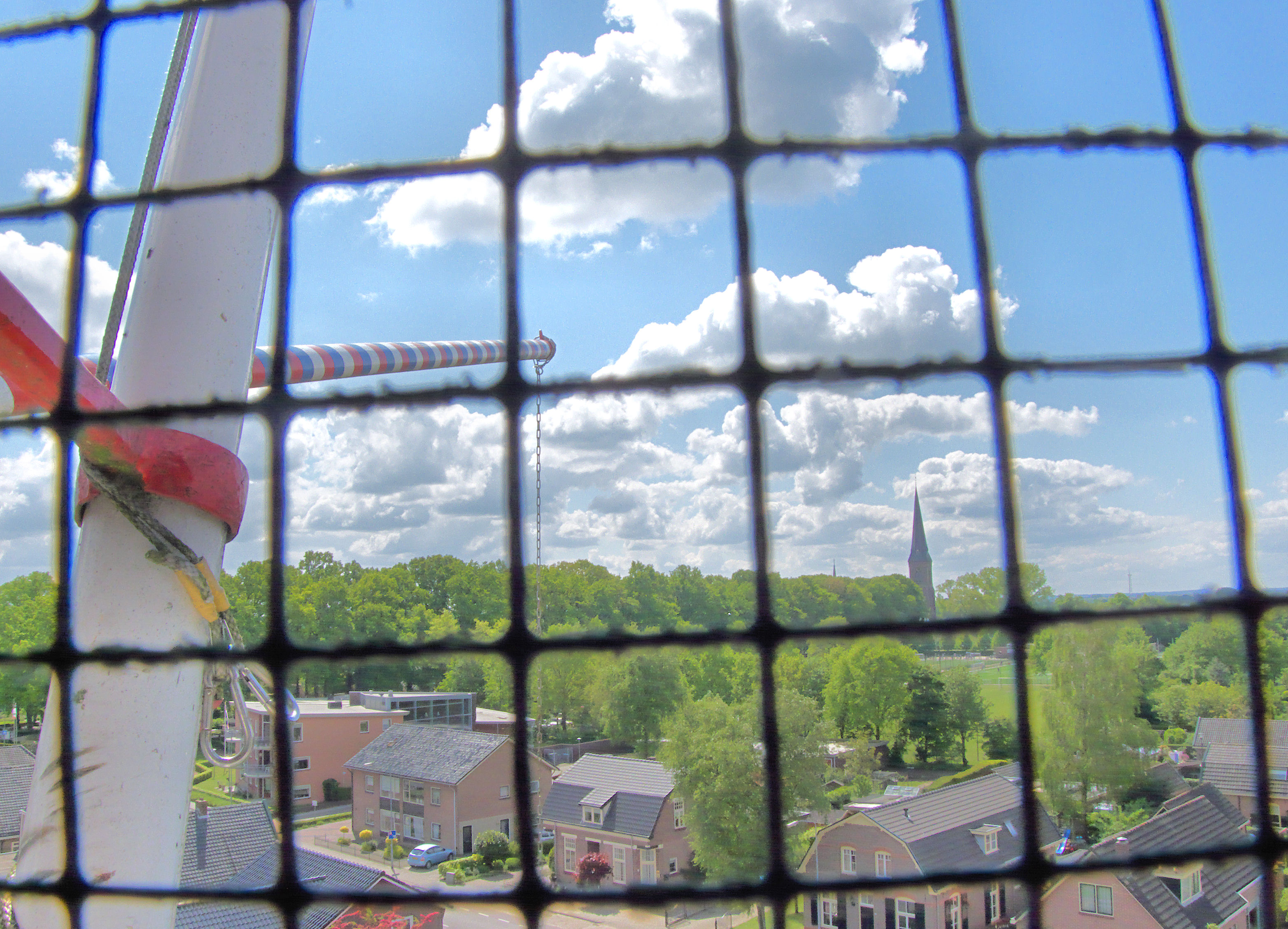
Vangstok met prinsjeswerk van de Havekes Mölle